# Pyrgula cincta
Pyrgula cincta is een slakkensoort uit de familie van de Hydrobiidae. De wetenschappelijke naam van de soort is voor het eerst geldig gepubliceerd in 1859 door Abich.